# 纺锤

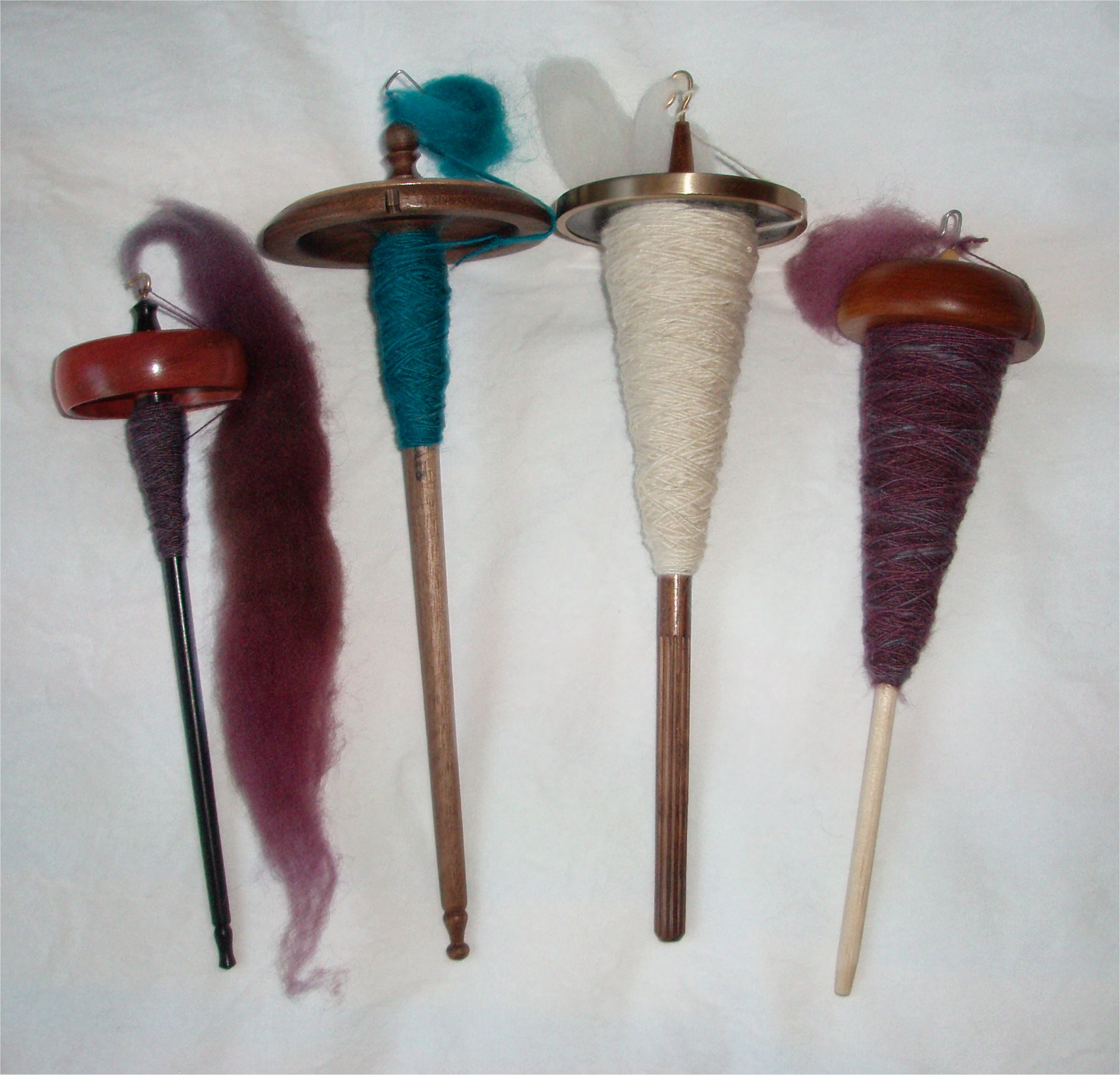
现代使用有加圆盘重块的纺锤工具

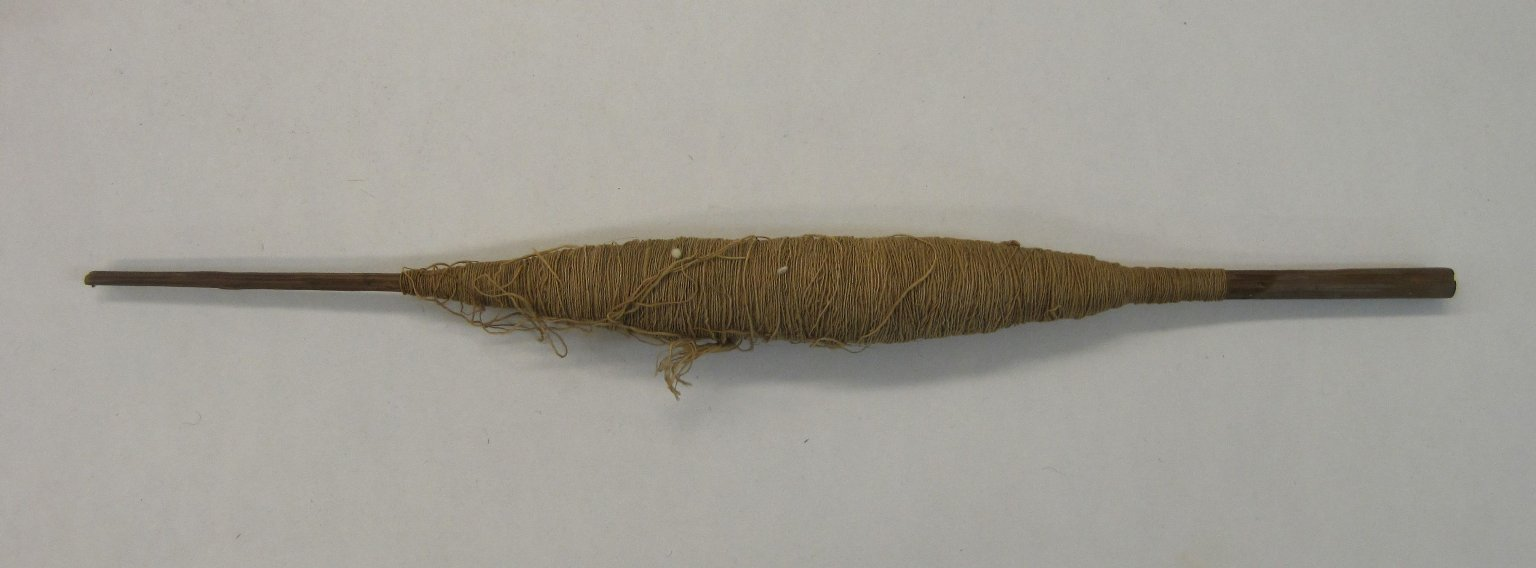
没有加重块的纺锤（紡錘形）

纺锤是一种历史悠久的纺织工具，通常由木材制成，用于将羊毛、亚麻、火麻、棉花等纤维捻成纱线。纺锤的底部、中间或顶部通常会加上重块，一般用螺盘或球形物体加重；然而，也有些纺锤只是通过加厚底部的形状来加重，例如：奥伦堡和法国地区常见的纺锤。纺锤还可以在顶部加上钩子、凹槽或凹口来引导纱线。纺锤有许多不同的尺寸和重量，取决于使用者制造纱线的粗细规格。
在《格林童话》之故事“睡美人”中，公主被纺锤刺破手指而陷入沉睡。
细胞中的纺锤体因为形状类似纺锤而得名。

## 外部連結
- 维基共享资源上的相關多媒體資源：纺锤